# 일레인 드브리
일레인 더브라이(Elaine Devry, 영어 발음: /dəˈvraɪ/, 1930년 1월 10일 ~ 2023년 9월 20일)는 미국의 배우이다.
콤프턴에서 태어났다.

## 출연 작품
- 허비 - 돌아오다 (1974년)
- 늑대인간 소년 (1973년)
- 여섯 소년들 (1971년)
- 위드 식스 유 겟 애그롤 (1968년)
- 사건비화 (1967년)
- 가이드 포 더 메리드 맨 (1967년)

### 텔레비전
- 닥터 웰비 (1969년)
- 나의 세 아들 (1960년)
- 페리 메이슨 (1957년)